# Brachyplectron capense
Brachyplectron capense är en insektsart som beskrevs av Peter Esben-Petersen 1925. 
Brachyplectron capense ingår i släktet Brachyplectron och familjen myrlejonsländor. Inga underarter finns listade i Catalogue of Life.